# L'Amour pour seule prière
 (mai 2025).
Motif : Où sont les sources secondaires attestant de la notoriété de cette chanson au regard des critères généraux ou spécifiques?
- Archive Wikiwix
- Bing
- Cairn
- DuckDuckGo
- E. Universalis
- Gallica
- Google
- G. Books
- G. News
- G. Scholar
- Persée
- Qwant
- (zh) Baidu
- (ru) Yandex
- (wd) trouver des œuvres sur Wikidata

| 1. | Préciser le motif de la pose du bandeau. | Précisez le motif de la pose du bandeau en utilisant la syntaxe suivante : {{admissibilité à vérifier\|date=mai 2025\|motif=remplacez ce texte par le motif}}                                  |
| 2. | Informer les utilisateurs concernés.     | Pensez à avertir le créateur de l'article, par exemple, en insérant le code ci-dessous sur sa page de discussion : {{subst:avertissement admissibilité à vérifier\|L'Amour pour seule prière}} |

Vivre mieux - Seulement pour toi (nouvelle version 2002) Pour sauver l'amour
L'Amour pour seule prière est une chanson de Sheila proposée pour la sortie de l'intégrale de cette artiste en 2006. Sheila interprète cette chanson pour la première fois sur scène au Cabaret Sauvage à Paris pour son spectacle Enfin disponible en décembre 2006.

## Fiche artistique
- Titre : L'Amour pour seule prière
- Paroles : Laurent Marimbert
- Musique : Laurent Marimbert
- Interprète d’origine : Sheila
- Arrangements et direction musicale : Laurent Marimbert
- Producteur : Yves Martin
- Année de production : 2006
- Éditeur : Pop Songs Publishing
- Parution : Novembre 2006
- Durée : 3 min 45 s

## L'Amour pour seule prièreen CD et vinyle
- 2006 - Juste comme ça (double album) - CD Warner
- 2008 - Toutes ces vies - Les chansons incontournables - CD Warner Rhino 5144278712
- CD Single promo  Warner, date de sortie : 2006.
- Un 45 tours promotionnel collector a également été publié et distribué dans l'édition limitée dite « Artist Box » du coffret C'est écrit en 2007 (Warner 5051442563016 - face B Je serai toujours là). Il s'agit d'un coffret regroupant l'enregistrement live du spectacle Enfin Disponible en décembre 2006 au Cabaret Sauvage sous format CD et DVD, ainsi qu'un livre de photos inédites du spectacle, un fac-similé d'un passe VIP et d'un billet (Warner 5051442529326).